# Železniční hraniční přechod Aš – Selb-Plößberg
Železniční hraniční přechod Aš – Selb-Plößberg (německy Eisenbahngrenzstelle Selb-Plößberg – Aš) je bývalý železniční hraniční přechod, který se nachází na česko-německé státní hranici na hraničním úseku II/2/2 - II/2/3 mezi českým městem Aš (okres Cheb, Karlovarský kraj) a německým městem Selb-Plößberg (zemský okres Wunsiedel im Fichtelgebirge, spolková země Bavorsko). Přechod leží v nadmořské výšce 638 m n. m. na železniční trati Aš - Selb, která v Aši odbočuje z železniční trati Cheb – Hranice v Čechách. Jezdí přes něj osobní doprava.
Hraniční přechod byl zrušen při vstupu České republiky do Schengenského prostoru v roce 2007. V případě dočasného znovuzavedení ochrany vnitřních hranic je provoz na hraničním přechodu upraven Sdělením Ministerstva vnitra č. 395/2021 Sb.

## Historie
Železniční trať mezi českou Aší a německým Selbem byla v provozu od roku 1865 až do roku 1945; poté se postupně hranice mezi Československem a Západním Německem uzavírala. 11. září 1951 projel Aší vlak rychlostí kolem 70 km/h, přerazil dřevěnou hraniční závoru a zastavil přibližně 300 metrů za hranicí na německém území u strážního domku č. 30 u vesnice Wildenau. Rychlík převezl do Selbu uprchlíky z Československa včetně dalších cestujících; ze 110 se jich zpět vrátilo 77. Jako reakce na tento incident došlo poté mimo jiné k vytrhání kolejí na dalších železničních hraničních přechodech, aby se podobným útěkům zabránilo. Později byla na trati obnovena nákladní doprava, která skončila v roce 1995.
Od prosince 2015 je na trati Aš–Selb obnovena osobní doprava a hraniční přechod je znovu otevřen.